# Mariano Gerez
Mariano Gerez, né le 19 janvier 2006 à Quilmes, est un footballeur argentin qui joue au poste de milieu défensif au Lanús.

## Biographie

### Carrière en club
Né à Quilmes en Argentine, Mariano Gerez est formé par le Lanús, où il commence sa carrière professionnelle en championnat d'Argentine. Il joue son premier match avec l'équipe première du club le 27 octobre 2024, contre l'Atlético Tucumán.

### Carrière en sélection
Mariano Gerez est international junior avec l'Argentine à partir de l'équipe des moins de 17 ans.
Début 2025, il est convoqué avec l'équipe d'Argentine des moins de 20 ans pour participer au Championnat d'Amérique du Sud des moins de 20 ans qui a lieu en janvier et février 2025,. L'Argentine termine à la deuxième place de la compétition, derrière un Brésil qu'elle avait pourtant humilié 6-0 en ouverture,,  les argentins restant en tête du championnat jusqu'à la dernière journée, où il s'inclinent 3-2 contre le Paraguay de Luca Kmet et Diego León, leur première défaite de la compétition,,.

## Palmarès
Argentine -20 ans
- Championnat d'Amérique du Sud
  - Vice-champion en 2025